# Saint-Ouen-Domprot
Saint-Ouen-Domprot è un comune francese di 214 abitanti situato nel dipartimento della Marna nella regione del Grand Est.

## Società

### Evoluzione demografica
Abitanti censiti